# Rodatycze
Rodatycze (ukr. Родатичі, Rodatyczi, dawniej Городятичі, Horodiatyczi) – wieś położona w rejonie lwowskim obwodu lwowskiego na Ukrainie, na Płaskowyżu Tarnogrodzkim. W II Rzeczypospolitej miejscowość była siedzibą gminy wiejskiej Rodatycze w powiecie gródeckim województwa lwowskiego.
Pierwsza wzmianka o wsi pochodzi z 1445 r. Należała ona do posiadłości starostwa gródeckiego. Właścicielami był rząd austriacki, Jan Machan i Antonina Mirska, która w 1890 r. przekazała posiadłość założonemu przez siebie Zgromadzeniu Sióstr Opatrzności we Lwowie. Taki stan własności utrzymał się aż do września 1939 r. Wieś od drugiej połowy XIX w. miała połączenie kolejowe.
Pod koniec XIX w. karczma we wsi nosiła nazwę Wydra.
W 1904 roku wieś liczyła 2177 mieszkańców, zaś w 1929 roku zamieszkiwało ją 2561 mieszkańców. Był tu kościół rzymskokatolicki pw. Św. Trójcy i cerkiew greckokatolicka. Właścicielami ziemskimi byli: Józef Habuda i Władysław Ostrowski, bydłem handlował – H. Egort, kowalem był – J. Kaliciak, młyn prowadził – L. Biernat, było Kółko Rolnicze, szewcem był – J. Kaniak. W okresie międzywojennym pozostał tylko kościół rzymskokatolicki, parafia unicka przestała istnieć.
We wrześniu 1939 roku samoloty niemieckie zbombardowały znajdującą się we wsi stację kolejową. Na jej terenie miały miejsce działania zbrojne będące częścią bitwy pod Jaworowem. Po zajęciu przez ZSRR zorganizowano na jej terenie obóz przejściowy dla więźniów NKWD.
W latach 1944–1945 nacjonaliści ukraińscy z OUN-UPA zamordowali tutaj 18 Polaków.
W Rodatyczach urodził się Antoni Procajłowicz – polski malarz, ilustrator książek, twórca grafik i plakatów, tworzący w stylu secesji.

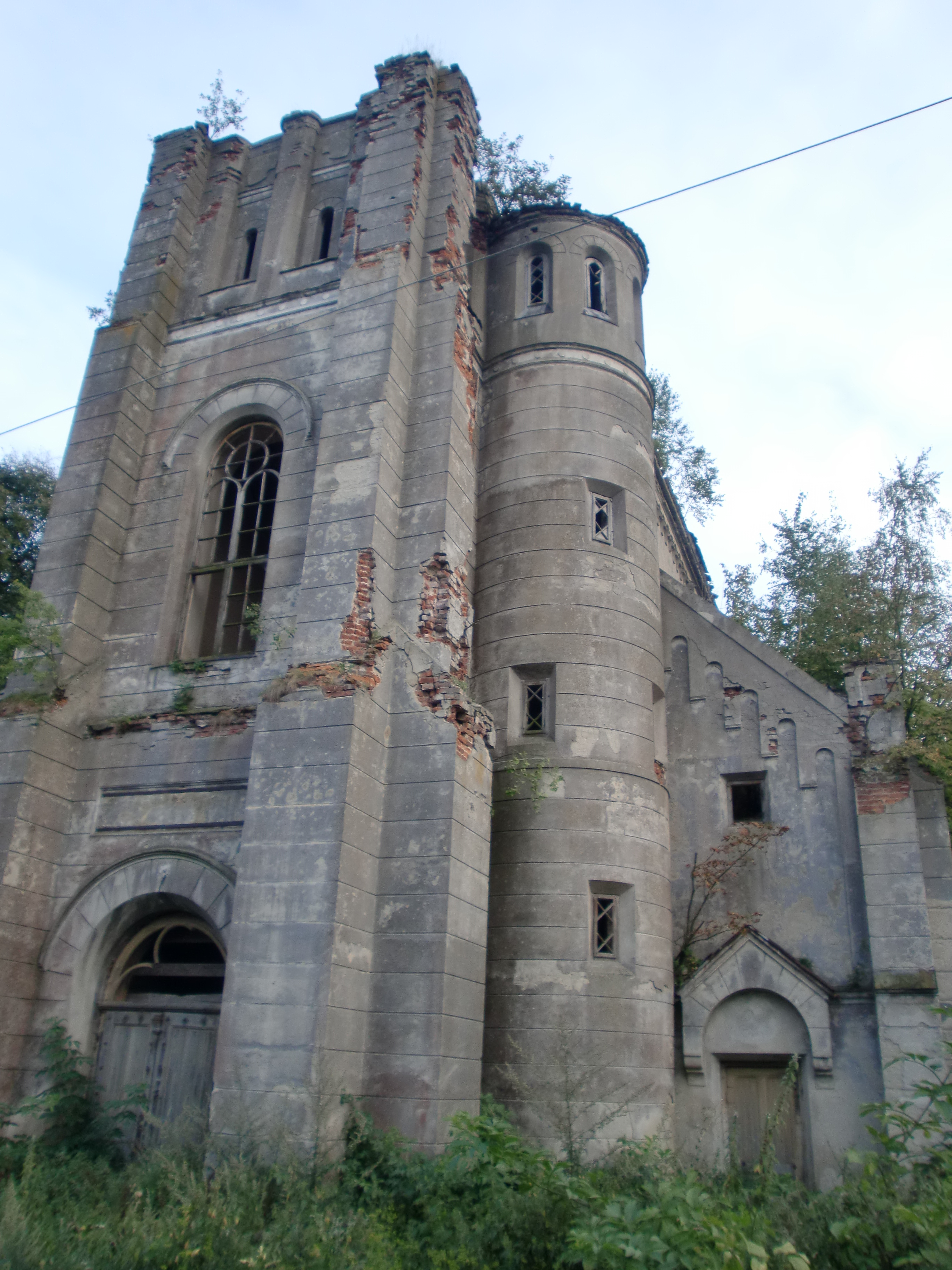
Kościół rzymskokatolicki w Rodatyczach.